# Anthoceros adscendens
Anthoceros adscendens es una especie de plantas no vasculares del género Anthoceros, familia Anthocerotaceae. Fue descrita por Johann Georg Christian Lehmann  y Johann Bernhard Wilhelm Lindenberg. La descripción fue publicada en el volumen 4 y en la página 24 del libro Novarum et Minus Cognitarum Stirpium Pugillus en 1832.

## Distribución
La especie se encuentra en Carolina del Norte, Estados Unidos según M. L. Hicks en la publicación del año 1992 Guide Liverw. North Carolina.